# Old South

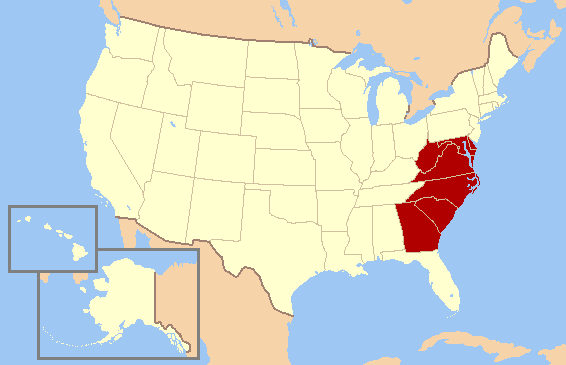
Les limites de la région varient suivant les sources. Les États en rouge prononcés sont souvent inclus, bien que leur frontière moderne diffère de celle des Treize colonies.

Géographiquement, le Old South (en français : Vieux Sud) est une région du Sud des États-Unis, différenciée du « Sud profond » comme étant les États du sud tel qu'ils étaient représentés par les treize colonies américaines originales, mais aussi comme un moyen de décrire l'ancien style de vie dans le Sud des États-Unis. Culturellement, le terme peut être utilisé pour décrire la période antebellum, d'avant la guerre de Sécession.

## Usage géographique
Les colonies du Sud étaient la Virginie, le Maryland, la Caroline du Nord et du Sud, le Delaware, et la Géorgie. En dépit de l'association précoce du Maryland à une colonie du Sud et plus tard à un État, basé sur des coutumes, une économie, et la propriété d'esclaves, sa non sécession durant la Guerre civile américaine a aujourd'hui pour résultat une séparation avec la région connue sous le nom de « Old South ». Le cas similaire du Delaware marque une séparation encore plus prononcée.  
L’« Old South » est souvent défini en opposition au Deep South qui inclut l'Alabama, la Louisiane, la Géorgie et le Mississippi, et il est souvent différencié des États frontaliers intérieurs tel que le Kentucky et la Virginie-Occidentale et les États périphériques de Floride et du Texas au Sud.
Le « Old South »  fait aussi référence à la tradition sudiste qui est de voter pour le Parti démocrate. Durant la Reconstruction après la guerre civile, beaucoup de démocrates perdirent la possibilité de voter. Ceci conduisit à un Sud républicain jusqu'en 1877, quand les démocrates sudistes retournèrent au pouvoir. Récemment cette dominance démocrate fut mise à mal, bien que le Sud maintienne sa position conservatrice. La majorité de la population du Sud s'identifie maintenant au Parti républicain.

## Usage culturel
Après la guerre de Sécession, certains sudistes blancs usaient de ce terme avec nostalgie pour représenter la mémoire d'une époque de prospérité et d'ordre social. Une majorité des noirs voit ce terme comme une référence au temps de l'esclavage et des plantations.
C'est l'opposé de l'actuel « New South ».
Bien que ceux ayant vécu le Sud avant la guerre aient peu à peu disparu, le terme continua d'être utilisé. Il a même été utilisé en marketing où en publicité qui consistait en un « genuine Old South goodness » (« qualité et authenticité du Vieux Sud »). 
Certains groupes désirent aujourd'hui sauver le terme de sa connotation raciste en déclarant qu'ils souhaitent célébrer seulement les choses de l’Old South qui peuvent être considérées positivement, telle que la « cavalerie », qui correspond à l'ensemble des valeurs martiales, agrariennes et courtoises des anciens planteurs. En effet, ceux-ci s'appelaient entre eux « cavalier » (en français dans le terme) avant la guerre de Sécession, ce qu'on pourrait traduire par gentilhomme ou chevalier. Les cavaliers ont des valeurs assez proches de la noblesse européenne ou des samouraïs japonais.

## Compléments